# Matilda de Percy

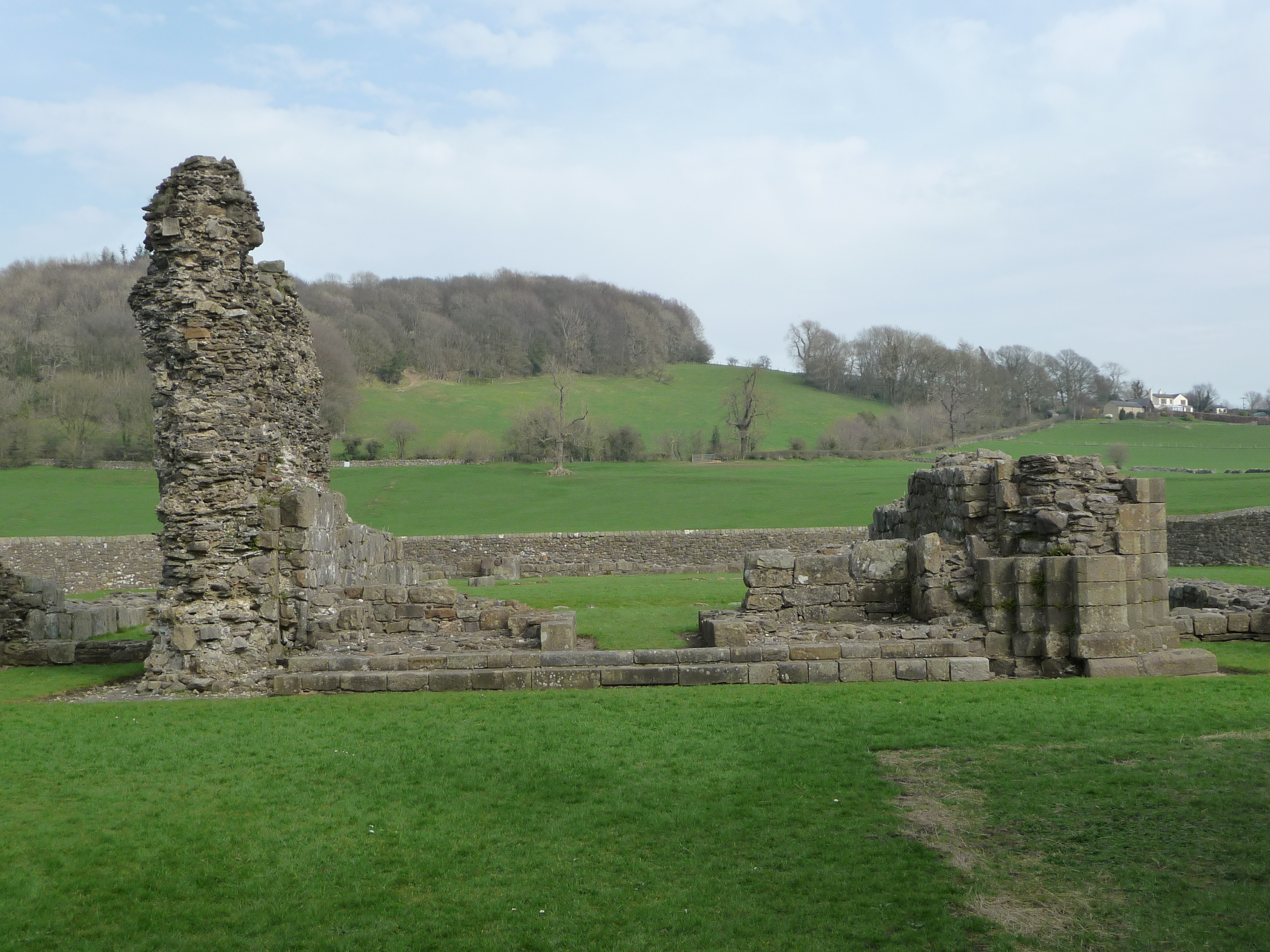
Die Ruinen von Sawley Abbey, die Matilda de Percy erheblich gefördert hatte

Matilda de Percy, Countess of Warwick (auch Maud de Percy oder Matilda de Beaumont) (* vor 1148 in Catton bei Stamford Bridge, Yorkshire; † vor 13. Oktober 1204) war eine englische Adlige.

## Herkunft
Matilda de Percy entstammte dem anglonormannischen Adelsgeschlecht Percy. Sie war eine Tochter von William de Percy († 1175) und von dessen ersten Frau Alice of Tonbridge († 1148). Ihre Schwester Agnes de Percy heiratete Joscelin de Louvain, den Halbbruder von Adeliza, der zweiten Frau von König Heinrich I. Nach dem Tod ihres Bruders Alan de Percy, der vor 1175 starb, wurde Matilda zusammen mit ihrer Schwester Agnes zu den Erbinnen ihres Vaters.

## Ehefrau des Earl of Warwick
Matilda wurde mit William de Beaumont, 3. Earl of Warwick verheiratet, für ihren Mann war es die zweite Ehe. Als nach dem Tod ihres Vaters 1175 dessen Besitzungen aufgeteilt wurden, erhielt ihr Mann Besitzungen mit 20 Knight’s fees, während Joscelin und Agnes 23 Knight’s fees erhielten. Einige Besitzungen wurden zunächst gemeinsam verwaltet, doch anscheinend erhielten Matilda und William die weniger einträglichen Besitzungen im Bergland von Yorkshire. Zusammen mit ihrem Mann verwaltete sie zunächst ihr Erbe. Dabei tätigte sie mehrere Stiftungen zugunsten von Klöstern, beispielsweise stiftete sie am 28. Dezember 1175 Ländereien zugunsten von Fountains Abbey. Vor 1181 erneuerte sie die Stiftung der von ihrem Vater gegründeten Sawley Abbey in Yorkshire, der sie ein Hospital in Tadcaster stiftete.

## Großzügige Stifterin während ihrer Witwenzeit
Ihre Ehe mit Beaumont blieb kinderlos. Als ihr Ehemann 1184 starb, erbte Waleran de Beaumont, 4. Earl of Warwick, ein jüngerer Bruder ihres Mannes, dessen Besitzungen sowie den Titel Earl of Warwick. Neben dem Erbe ihres Vaters behielt Matilda von den Gütern ihres Mannes ein Wittum, womit sie eine wohlhabende Witwe war. Sie zahlte 700 Mark an König Heinrich II., damit sie das Erbe ihres Vaters behalten konnte sowie für das Recht, nach eigenem Willen wieder zu heiraten. Sie blieb weiterhin eine großzügige Gönnerin von Klöstern, vor allem von Fountains, Sawley und Kirkstead Abbey sowie von Warter Priory und Stainfield Priory in Lincolnshire, dem Hospital of St Peter in York und der Kirche von Tadcaster. Daneben verwaltete sie als reiche Grundbesitzerin ihre Ländereien, wobei sie von ihrer Kämmerin Juliana of Warwick unterstützt wurde. Zum Dank erhielt diese Ländereien in Yorkshire, die sie nach ihrem Tod Fountains Abbey stiftete. 1195 zahlte Matilda für 15 Ritter Schildgeld. Sie starb vor dem 13. Oktober 1204 und wurde in Fountains Abbey beigesetzt. Der Großteil ihrer Güter fiel an William de Percy, den ältesten Enkel ihrer Schwester Agnes, ein kleinerer Teil fiel an Agnes jüngeren Sohn Richard de Percy.